# Campeonato Africano das Nações
O Campeonato Africano das Nações (português angolano), também conhecido como Taça das Nações Africanas (português europeu) ou Copa Africana de Nações (português brasileiro), também conhecida pelo acrónimo CAN, é a principal competição de futebol entre seleções do continente africano. Organizado pela Confederação Africana de Futebol (CAF), foi realizado pela primeira vez em 1957, sendo praticado a cada dois anos desde a edição de 1968, antes em intervalos irregulares.
Na primeira edição, apenas três seleções participaram: Egito, Sudão e Etiópia. A África do Sul estava originalmente programada para competir, mas foi desqualificada devido às políticas de apartheid do governo na época. Desde então, o campeonato cresceu significativamente, tornando-se necessário criar um torneio de qualificação. O número de equipes participantes na fase final chegou a 24 em 2019, mantendo-se assim até o momento. Em 2010, Angola sediou de forma inédita sob o título de país africano de língua oficial portuguesa.
Após 34 edições realizadas, o Egito é a nação mais bem sucedida na competição, detendo um recorde de sete títulos (incluindo quando ficou conhecido como a República Árabe Unida entre 1958 e 1961). A Costa do Marfim é a atual campeã após derrotar a Nigéria por 2–1 de virada em 2024. Com a conquista, a seleção marfinense chegou ao seu terceiro título da Copa Africana de Nações.

## História

### Origem e primeiros anos (1956–1962)
A origem da Copa Africana de Nações data de junho de 1956, altura em que a criação da Confederação Africana de Futebol foi proposta durante o terceiro congresso da Federação Internacional de Futebol, em Lisboa. Havia planos imediatos para a realização de um torneio continental e, em fevereiro de 1957, a primeira Copa Africana de Nações foi realizada em Cartum, no Sudão. Não havia qualificação para esse torneio, sendo ele composto pelas quatro nações fundadoras da CAF (Egito, Sudão, Etiópia e África do Sul). A insistência da África do Sul em selecionar apenas jogadores brancos para seu plantel devido a política de apartheid culminou em sua desqualificação e como consequência a Etiópia avançou automaticamente para a final. Assim, apenas dois jogos foram disputados, com o Egito sendo coroado o primeiro campeão continental depois de derrotar o anfitrião Sudão na semifinal e a Etiópia na final. Dois anos depois, em 1959, Egito e Síria se fundem para formar a República Árabe Unida, na qual recebe a segunda edição, no Cairo, com a participação das mesmas três equipes. O anfitrião, Egito, venceu novamente.
A competição cresceu e pela primeira vez houve uma fase de qualificação para determinar quais times jogariam pelo título de 1962, em Adis Abeba. A anfitriã, Etiópia, e o atual detentor do título, Egito, qualificaram-se de forma automática e se juntaram a Tunísia e Uganda. O Egito fez sua terceira aparição consecutiva em final, mas foi a Etiópia que emergiu como vitoriosa depois de vencer a Tunísia e derrubar os egípcios na prorrogação.

### Dominação ganesa (1963–1970)
Em 1963, o torneio final se expande e recebe seis equipes, divididas em dois grupos de três. A seleção de Gana fez sua primeira aparição como anfitrião do evento e ganhou o título depois de derrotar o Sudão na final. Eles repetiram isso quando se tornaram campeões dois anos depois na Tunísia — igualando o Egito como duas vezes vencedoras — com uma equipe que incluia apenas dois membros da equipe de 1963. Vale ressaltar que a partir dessa edição a competição foi renomeada de Copa Africana para Copa Africana de Nações.
Em 1965, a CAF introduziu uma regra que limitava o número de jogadores estrangeiros em cada equipe a dois. A regra persistiu até 1982. Posteriormente, o formato do torneio final de 1968 novamente aumenta para incluir oito das vinte e duas equipes inscritas nas rodadas preliminares. As equipes classificadas foram distribuídas em dois grupos de quatro, com as duas melhores colocadas de cada grupo avançando para as semifinais, um sistema que permaneceu em uso até 1992. A República Democrática do Congo venceu seu primeiro título, batendo Gana na final. Para os ganeses, essa foi a sua primeira derrota após somar oito vitórias e dois empates desde sua estreia.
Começando com o torneio de 1968, a competição tem sido regularmente realizada a cada dois anos em anos pares. No que diz respeito à artilharia, o atacante Laurent Pokou, da Costa do Marfim, liderou os torneios de 1968 e 1970, com seis e oito gols, respectivamente, e seu total de 14 gols permaneceu como recorde até 2008. A cobertura foi televisionada pela primeira vez durante o torneio de 1970, em Sudão, quando os anfitriões ergueram o troféu ao derrotar Gana — que estava jogando sua quarta final consecutiva.

### Uma década de campeões (1972–1980)
Cinco nações diferentes ganharam títulos de 1972 a 1980: Congo, Zaire, Marrocos, Gana e Nigéria. O segundo título do Zaire na edição de 1974 (venceram o primeiro como República Democrática do Congo) surgiu depois de enfrentar a Zâmbia na final. Pela única vez até hoje na história da competição, a partida teve que ser repetida quando a primeira disputa entre os dois times terminou em um empate por 2 a 2 depois da prorrogação. A final de desempate aconteceu dois dias depois com o Zaire vencendo por 2 a 0. O atacante Mulamba Ndaye marcou todos os quatro gols do Zaire nesses dois jogos, também sendo o artilheiro do torneio com nove gols e estabelecendo um recorde de torneio único que permanece até os dias atuais. Três meses antes, o Zaire havia se tornado o primeiro país da África subsaariana a se classificar para a Copa do Mundo da FIFA. Marrocos conquistou seu primeiro título na Copa Africana de Nações de 1976, realizada na Etiópia; Gana, seu terceiro campeonato em 1978, tornando-se o primeiro país a conquistar três títulos; e Nigéria, em 1980, também seu primeiro título após hospedar o evento.

### Dominação de Camarões, Nigéria e Argélia (1980–1990)
Na década de 1980, Camarões conseguiu chegar a final da copa por três vezes consecutivas, vencendo a competição duas vezes em 1984 e 1988 e perdendo uma vez nos pênaltis contra o Egito na edição de 1986. A outra equipe recorrente nesse período foi a Argélia, juntamente com suas aparições nos mundiais de 1982 e 1986, chegando nas semifinais de todas as edições, menos a de 1986, até vencer a competição em 1990, ao ganhar da Nigéria, na qual obtinha o terceiro vice-campeonato em um intervalo de quatro competições, além de ter vencido a própria Argélia na final de 1980. O quarto título continental de Gana foi disputado na edição de 1982, onde bateu em uma disputa de pênaltis a anfitriã, Líbia, na final.

### O retorno da África do Sul (1992–1998)
A Copa Africana de Nações de 1992 ampliou o número de participantes para doze, com as equipes sendo divididas em quatro grupos de três e as duas melhores de cada grupo avançando para as quartas de final. O meia ganês Abedi Pelé, que marcou três gols, foi eleito o melhor jogador do torneio depois que suas contribuições ajudaram Gana a chegar na final, no entanto ele foi suspenso para a partida e a seleção ganesa perdeu para a Costa do Marfim em uma disputa de pênaltis que viu cada lado fazer 11 tentativas para determinar o vencedor. Somando-se a isso, Costa do Marfim estabeleceu um recorde para a competição, conquistando-a sem levar gols nas cinco partidas.
O formato de doze equipes e três grupos foi usado novamente dois anos depois, onde a anfitriã, Tunísia, foi humilhada pela eliminação ainda na primeira fase. A Nigéria, que se classificou para a Copa do Mundo pela primeira vez em sua história, venceu o torneio derrotando a Zâmbia, que um ano antes havia sido atingida pelo desastre quando a maior parte do seu time morreu em um acidente de avião enquanto viajava para jogar pelas eliminatórias da Copa do Mundo. O atacante nigeriano Rashidi Yekini, que liderou o torneio de 1992 com quatro gols, repetiu-se como o maior goleador com cinco gols.
A África do Sul sediou a 20º competição da CAN, em 1996, marcando sua primeira aparição depois de décadas de suspensão do fim do apartheid no país e uma tentativa fracassada de se classificar em 1994. O número de participantes em 1996 foi expandido para 16, divididos em quatro grupos. No entanto, o número real de equipes foi de apenas 15, uma vez que a Nigéria se retirou do torneio no momento final por razões políticas. Os Bafana Bafana conquistaram seu primeiro título em casa derrotando a Tunísia na final.
Os sul-africanos chegaram novamente na final em 1998, em Burquina Fasso, mas foram derrotados pelo Egito por 2 – 0, que conquistou o seu quarto título. O jogo pelo terceiro lugar entre Burquina Fasso e República Democrática do Congo foi marcado por uma memorável reação dos congoleses, nos quais marcaram três gols nos últimos cinco minutos do tempo regulamentar para finalmente vencerem nos pênaltis.

### O bicampeonato de Camarões (2000–2004)
A edição de 2000 foi organizada em conjunto por Gana e Nigéria, substituindo o anfitrião originalmente designado Zimbábue. Após um empate de 2 a 2 após a prorrogação na final, Camarões derrotou a Nigéria nos pênaltis. Em 2002, os Leões Indomáveis conseguiram o segundo título consecutivo desde o feito de Gana no anos 1960 e do Egito em 1957 e 1959. Novamente via pênaltis, os camaroneses venceram Senegal pela primeira vez, que também estreou na Copa do Mundo no final daquele ano. Os dois finalistas foram eliminados nas quartas de final, dois anos depois, na Tunísia, onde os anfitriões conquistaram seu primeiro título vencendo Marrocos por 2 a 1 na final.

### Os recordes egípcios (2006–2010)

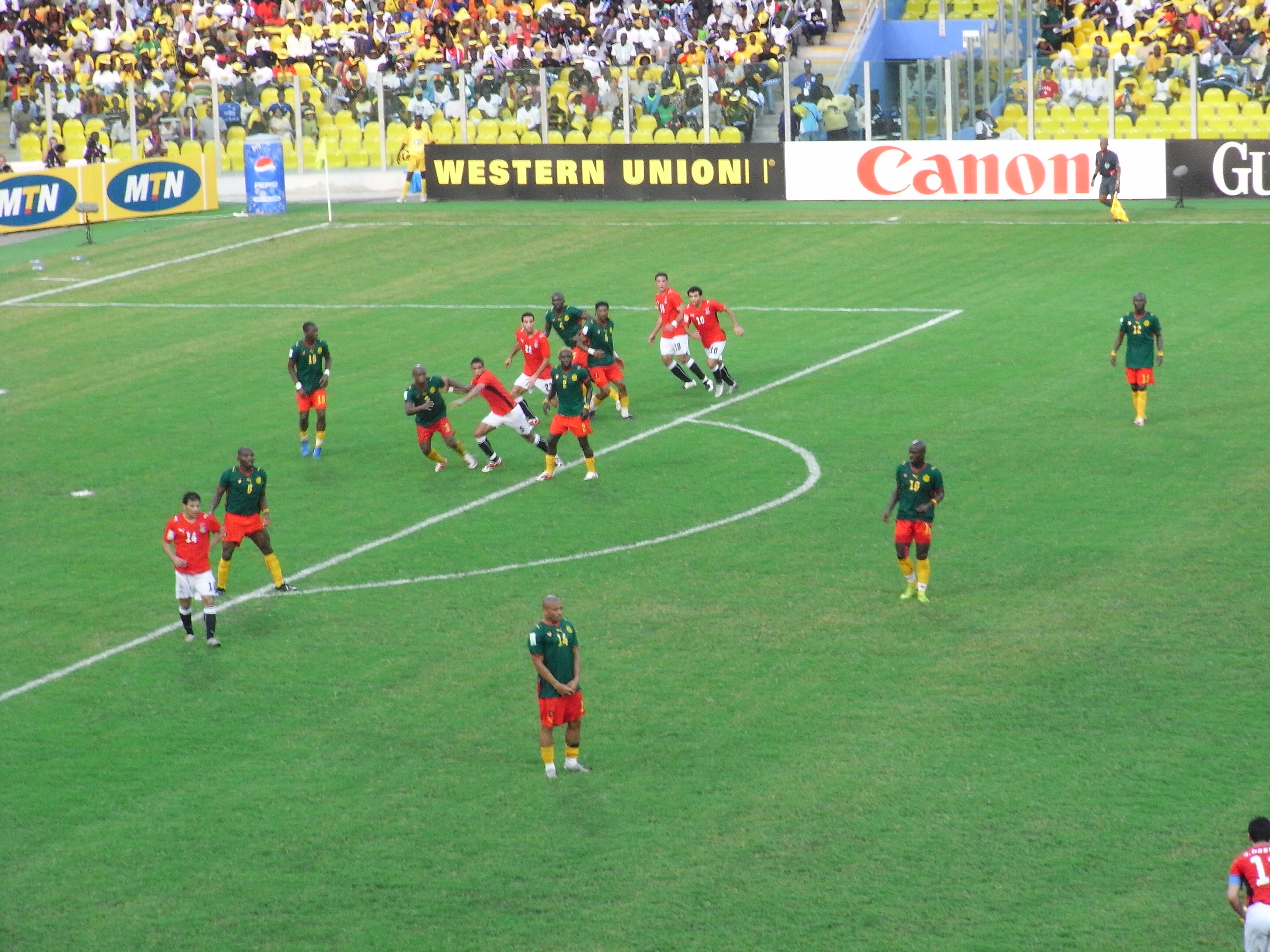
Egito contra Camarões na final da Copa Africana de Nações de 2008

No torneio de 2006, novamente o país organizador ganha o troféu, nesse caso o Egito, a primeira nação a alcançar o recorde continental de cinco títulos.
Antes da Copa Africana de Nações de 2008, vários clubes europeus pediram que se repensasse a programação do torneio. Como acontece durante a temporada europeia, os jogadores envolvidos perdem várias partidas pelos seus clubes. Em janeiro de 2008, o presidente da FIFA, Joseph Blatter, anunciou que queria a realização do torneio em junho ou julho até 2016, mas isso impediria muitos países da África Central e Ocidental de sediar a competição, uma vez que a estação chuvosa ocorre nesses meses. O torneio de 2008 foi realizado em Gana, com o Egito vencendo o seu sexto torneio recorde ao derrotar Camarões por 1 a 0 na final.
O Egito estabeleceu um novo recorde no torneio de 2010, em Angola, ao conquistar seu terceiro título consecutivo após vencer todos os jogos, incluindo Gana por 1 a 0 na final, estendendo seu recorde para 7 títulos continentais (incluindo quando ficou conhecido como a República Árabe Unida entre 1958 e 1961). O Egito se tornou o primeiro país africano a conquistar três copas consecutivas e se juntou ao México, Argentina e Irã, que também conquistaram a copa do continente três vezes seguidas. Além disso, em 31 de janeiro de 2010, o Egito estabeleceu dois novos recordes africano, não sendo derrotado por 19 jogos consecutivos da Copa das Nações, desde uma derrota por 2 a 1 contra a Argélia na Tunísia em 2004, e por vencer nove vezes consecutivamente.

### Edições recentes (2012–atualmente)
Em maio de 2010, foi anunciado que o torneio seria transferido para anos ímpares a partir de 2013, a fim de evitar que ocorresse no mesmo ano da Copa do Mundo. Isso também significou que houve dois torneios durante um intervalo de doze meses, em janeiro de 2012 (coorganizado pelo Gabão e Guiné Equatorial) e em janeiro de 2013 (organizado pela África do Sul). Além disso, alguns campeões continentais anteriores, como o Egipto, Zâmbia e Costa do Marfim (vencedores das edições de 2010, 2012 e 2015, respectivamente) foram impedidos de participar da Copa das Confederações da FIFA, uma vez que ela passou a acontecer a cada quatro anos, deixando de ser bienal.

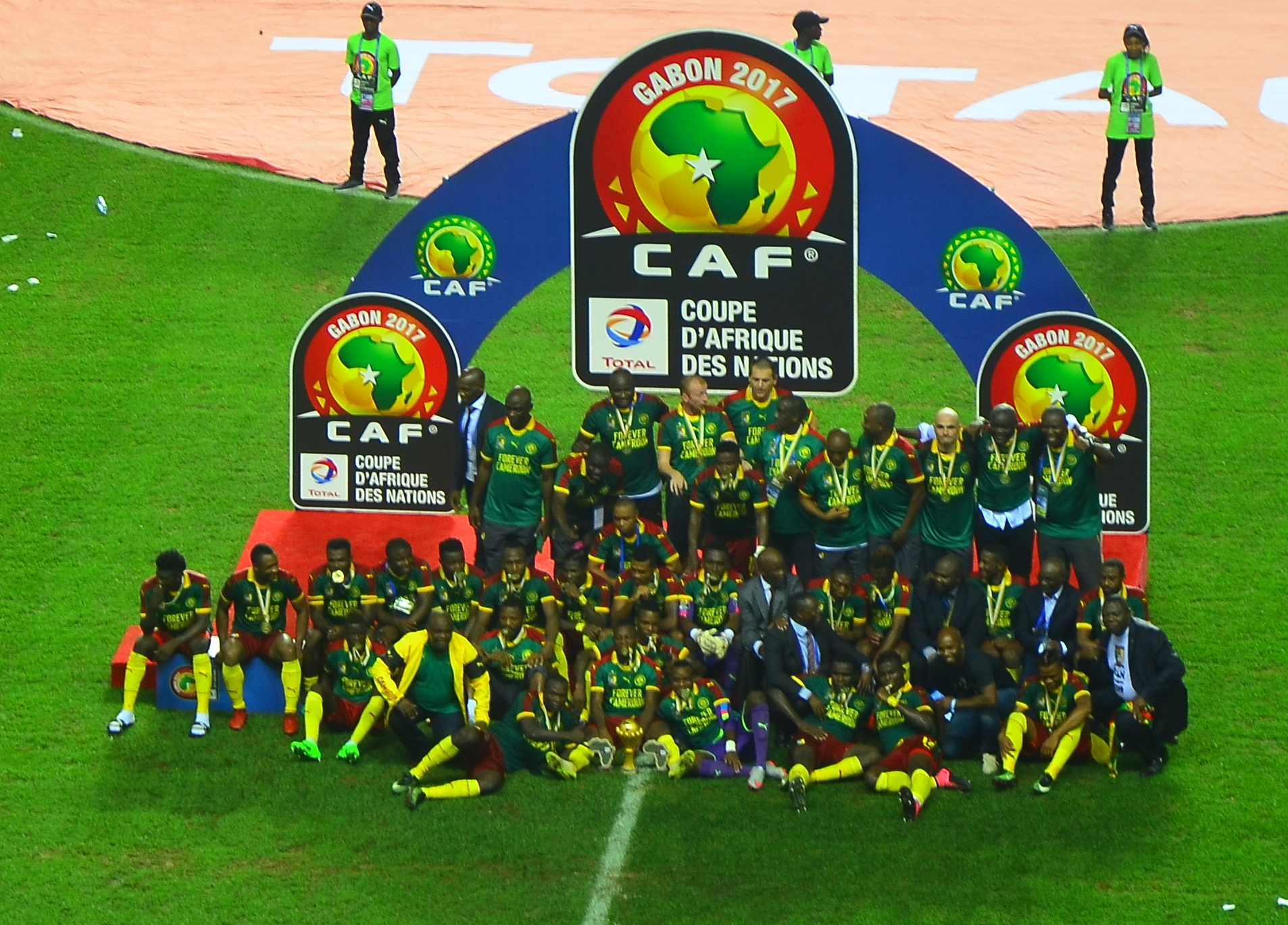
Copa Africana de Nações de 2017 ganha por Camarões

Em 29 de janeiro de 2011, o Marrocos ganhou a candidatura para sediar a edição de 2015; a Líbia, a de 2013. Porém, em virtude da guerra civil líbia de 2011, Líbia e a África do Sul trocaram-se como anfitrião, com a África do Sul hospedando em 2013 e a Líbia recebendo a hospedagem em 2017 (embora a CAF posteriormente decidiu realizar no Gabão devido aos atuais combates no território libanês).
Em 2014, ocorreu epidemia do vírus Ebola na África Ocidental. O Estádio Antoinette Tubman, em Monróvia, na Libéria, foi convertido em uma unidade de tratamento e em 24 de julho, a Libéria suspendeu todas as atividades de futebol. A Copa Africana de Nações de 2015 estava programada para ser realizada no Marrocos, mas eles se recusaram a realizar o torneio nas datas indicadas devido a preocupações com o surto do vírus, sendo então transferida para a Guiné Equatorial.
Devido à pandemia de COVID-19, foi anunciado o adiamento da edição de 2021 para 2022 de modo a evitar que sua realização coincidisse com as disputas da Copa América e do Campeonato Europeu, ambos adiados para 2021 também por conta da pandemia.

## Títulos

### Por edições
| Ano           | Sede                       |                       | Final                     | Final                 | Final                 |                         | Terceiro lugar            | Terceiro lugar            | Terceiro lugar            |  | Times |
| Ano           | Sede                       | Campeão               | Placar                    | Vice-campeão          |                       |                         | Terceiro lugar            | Terceiro lugar            | Terceiro lugar            |  | Times |
| ------------- | -------------------------- | --------------------- | ------------------------- | --------------------- | --------------------- | ----------------------- | ------------------------- | ------------------------- | ------------------------- |  | ----- |
| 1957 Detalhes | Sudão                      | Egito                 | 4 – 0                     | Etiópia               | Sudão                 | Sudão                   | Sudão                     | 3/4                       |                           |  |       |
| 1959 Detalhes | República Árabe Unida      | República Árabe Unida | 2 – 1                     | Sudão                 | Etiópia               | Etiópia                 | Etiópia                   | 3/4                       |                           |  |       |
| Ano           | Sede                       |                       | Final                     | Final                 | Final                 |                         | Decisão do terceiro lugar | Decisão do terceiro lugar | Decisão do terceiro lugar |  | Times |
| Ano           | Sede                       | Campeão               | Placar                    | Vice-campeão          | Terceiro lugar        | Placar                  | Quarto lugar              |                           |                           |  | Times |
| 1962 Detalhes | Etiópia                    | Etiópia               | 4 – 2 (pro)               | República Árabe Unida | Tunísia               | 3 – 0                   | Uganda                    | 4                         |                           |  |       |
| 1963 Detalhes | Gana                       | Gana                  | 3 – 0                     | Sudão                 | República Árabe Unida | 3 – 0                   | Etiópia                   | 6                         |                           |  |       |
| 1965 Detalhes | Tunísia                    | Gana                  | 3 – 2 (pro)               | Tunísia               | Costa do Marfim       | 1 – 0                   | Senegal                   | 6                         |                           |  |       |
| 1968 Detalhes | Etiópia                    | R.D. do Congo         | 1 – 0                     | Gana                  | Costa do Marfim       | 1 – 0                   | Etiópia                   | 8                         |                           |  |       |
| 1970 Detalhes | Sudão                      | Sudão                 | 1 – 0                     | Gana                  | República Árabe Unida | 3 – 1                   | Costa do Marfim           | 8                         |                           |  |       |
| 1972 Detalhes | Camarões                   | Congo                 | 3 – 2                     | Mali                  | Camarões              | 5 – 2                   | Zaire                     | 8                         |                           |  |       |
| 1974 Detalhes | Egito                      | Zaire                 | 2 – 2                     | Zâmbia                | Egito                 | 4 – 0                   | Congo                     | 8                         |                           |  |       |
| 1974 Detalhes | Egito                      | Jogo desempate: 2 – 0 |                           |                       | Egito                 | 4 – 0                   | Congo                     | 8                         |                           |  |       |
| 1976 Detalhes | Etiópia                    | Marrocos              | N/A                       | Guiné                 | Nigéria               | N/A                     | Egito                     | 8                         |                           |  |       |
| 1978 Detalhes | Gana                       | Gana                  | 2 – 0                     | Uganda                | Nigéria               | 2 – 0                   | Tunísia                   | 8                         |                           |  |       |
| 1980 Detalhes | Nigéria                    | Nigéria               | 3 – 0                     | Argélia               | Marrocos              | 2 – 0                   | Egito                     | 8                         |                           |  |       |
| 1982 Detalhes | Líbia                      | Gana                  | 1 – 1 (pro) 7 – 6 (pen)   | Líbia                 | Zâmbia                | 2 – 0                   | Argélia                   | 8                         |                           |  |       |
| 1984 Detalhes | Costa do Marfim            | Camarões              | 3 – 1                     | Nigéria               | Argélia               | 3 – 1                   | Egito                     | 8                         |                           |  |       |
| 1986 Detalhes | Egito                      | Egito                 | 0 – 0 (pro) 5 – 4 (pen)   | Camarões              | Costa do Marfim       | 3 – 2                   | Marrocos                  | 8                         |                           |  |       |
| 1988 Detalhes | Marrocos                   | Camarões              | 1 – 0                     | Nigéria               | Argélia               | 1 – 1 (pro) 4 – 3 (pen) | Marrocos                  | 8                         |                           |  |       |
| 1990 Detalhes | Argélia                    | Argélia               | 1 – 0                     | Nigéria               | Zâmbia                | 1 – 0                   | Senegal                   | 8                         |                           |  |       |
| 1992 Detalhes | Senegal                    | Costa do Marfim       | 0 – 0 (pro) 11 – 10 (pen) | Gana                  | Nigéria               | 2 – 1                   | Camarões                  | 12                        |                           |  |       |
| 1994 Detalhes | Tunísia                    | Nigéria               | 2 – 1                     | Zâmbia                | Costa do Marfim       | 3 – 1                   | Mali                      | 12                        |                           |  |       |
| 1996 Detalhes | África do Sul              | África do Sul         | 2 – 0                     | Tunísia               | Zâmbia                | 1 – 0                   | Gana                      | 15/16                     |                           |  |       |
| 1998 Detalhes | Burquina Fasso             | Egito                 | 2 – 0                     | África do Sul         | R.D. do Congo         | 4 – 4 (pro) 4 – 1 (pen) | Burquina Fasso            | 16                        |                           |  |       |
| 2000 Detalhes | Gana · Nigéria             | Camarões              | 2 – 2 (pro) 4 – 3 (pen)   | Nigéria               | África do Sul         | 2 – 2 (pro) 4 – 3 (pen) | Tunísia                   | 16                        |                           |  |       |
| 2002 Detalhes | Mali                       | Camarões              | 0 – 0 (pro) 3 – 2 (pen)   | Senegal               | Nigéria               | 1 – 0                   | Mali                      | 16                        |                           |  |       |
| 2004 Detalhes | Tunísia                    | Tunísia               | 2 – 1                     | Marrocos              | Nigéria               | 2 – 1                   | Mali                      | 16                        |                           |  |       |
| 2006 Detalhes | Egito                      | Egito                 | 0 – 0 (pro) 4 – 2 (pen)   | Costa do Marfim       | Nigéria               | 1 – 0                   | Senegal                   | 16                        |                           |  |       |
| 2008 Detalhes | Gana                       | Egito                 | 1 – 0                     | Camarões              | Gana                  | 4 – 2                   | Costa do Marfim           | 16                        |                           |  |       |
| 2010 Detalhes | Angola                     | Egito                 | 1 – 0                     | Gana                  | Nigéria               | 1 – 0                   | Argélia                   | 15/16                     |                           |  |       |
| 2012 Detalhes | Gabão · Guiné Equatorial   | Zâmbia                | 0 – 0 (pro) 8 – 7 (pen)   | Costa do Marfim       | Mali                  | 2 – 0                   | Gana                      | 16                        |                           |  |       |
| 2013 Detalhes | África do Sul              | Nigéria               | 1 – 0                     | Burquina Fasso        | Mali                  | 3 – 1                   | Gana                      | 16                        |                           |  |       |
| 2015 Detalhes | Guiné Equatorial           | Costa do Marfim       | 0 – 0 (pro) 9 – 8 (pen)   | Gana                  | RD Congo              | 0 – 0 (pro) 4 – 2 (pen) | Guiné Equatorial          | 16                        |                           |  |       |
| 2017 Detalhes | Gabão                      | Camarões              | 2 – 1                     | Egito                 | Burquina Fasso        | 1 – 0                   | Gana                      | 16                        |                           |  |       |
| 2019 Detalhes | Egito                      | Argélia               | 1 – 0                     | Senegal               | Nigéria               | 1 – 0                   | Tunísia                   | 24                        |                           |  |       |
| 2021 Detalhes | Camarões                   | Senegal               | 0 – 0 (pro) 4 – 2 (pen)   | Egito                 | Camarões              | 3 – 3 (pro) 5 – 3 (pen) | Burquina Fasso            | 24                        |                           |  |       |
| 2023 Detalhes | Costa do Marfim            | Costa do Marfim       | 2 – 1                     | Nigéria               | África do Sul         | 0 – 0 6 – 5 (pen)       | RD Congo                  | 24                        |                           |  |       |
| 2025 Detalhes | Marrocos                   | A ser jogado          | A ser jogado              | A ser jogado          | A ser jogado          | A ser jogado            | A ser jogado              | 24                        |                           |  |       |
| 2027 Detalhes | Quênia · Tanzânia · Uganda | A ser jogado          | A ser jogado              | A ser jogado          | A ser jogado          | A ser jogado            | A ser jogado              | 24                        |                           |  |       |

1. ↑  Em 1959, os três times jogaram entre si uma vez. A vitória por 2 a 1 sobre o Sudão que tornou o Egito campeão também foi o último jogo do campeonato.
2. 1 2  Não houve uma partida final oficial em 1976. O torneio foi decidido em um grupo único disputado por quatro equipes.
3. ↑  Em 1978, o terceiro lugar recebeu o resultado de 2 a 0 para a Nigéria depois que a Tunísia desistiu da disputa empatada em 1 a 1 no 42ª minuto.

### Por seleções

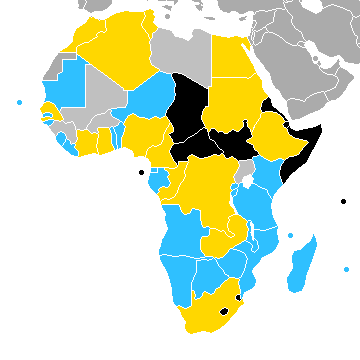
Campeão
Vice-campeão
3° colocado
Nunca alcançou o pódio
Nunca se classificou
Não filiado à CAF

| País             | Títulos                                      | Vice-campeonatos                 | 3ª colocação                                       | 4ª colocação               |
| ---------------- | -------------------------------------------- | -------------------------------- | -------------------------------------------------- | -------------------------- |
| Egito            | 7 (1957, 1959, 1986, 1998, 2006, 2008, 2010) | 3 (1962, 2017, 2021)             | 2 (1963, 1970, 1974)                               | 3 (1976, 1980, 1984)       |
| Camarões         | 5 (1984, 1988, 2000, 2002, 2017)             | 2 (1986, 2008)                   | 2 (1972, 2021)                                     | 1 (1992)                   |
| Gana             | 4 (1963, 1965, 1978, 1982)                   | 5 (1968, 1970, 1992, 2010, 2015) | 1 (2008)                                           | 4 (1996, 2012, 2013, 2017) |
| Nigéria          | 3 (1980, 1994, 2013)                         | 5 (1984, 1988, 1990, 2000, 2023) | 8 (1976, 1978, 1992, 2002, 2004, 2006, 2010, 2019) | 0                          |
| Costa do Marfim  | 3 (1992, 2015, 2023)                         | 2 (2006, 2012)                   | 4 (1965, 1968, 1986, 1994)                         | 2 (1970, 2008)             |
| Argélia          | 2 (1990, 2019)                               | 1 (1980)                         | 2 (1984, 1988)                                     | 2 (1982, 2010)             |
| RD Congo         | 2 (1968, 1974)                               | 0                                | 2 (1998, 2015)                                     | 2 (1972, 2023)             |
| Zâmbia           | 1 (2012)                                     | 2 (1974, 1994)                   | 3 (1982, 1990, 1996)                               | 0                          |
| Tunísia          | 1 (2004)                                     | 2 (1965, 1996)                   | 1 (1962)                                           | 3 (1978, 2000, 2019)       |
| Sudão            | 1 (1970)                                     | 2 (1959, 1963)                   | 1 (1957)                                           | 0                          |
| Senegal          | 1 (2021)                                     | 2 (2002, 2019)                   | 0                                                  | 3 (1965, 1990, 2006)       |
| África do Sul    | 1 (1996)                                     | 1 (1998)                         | 2 (2000, 2023)                                     | 0                          |
| Etiópia          | 1 (1962)                                     | 1 (1957)                         | 1 (1959)                                           | 2 (1963, 1968)             |
| Marrocos         | 1 (1976)                                     | 1 (2004)                         | 1 (1980)                                           | 2 (1986, 1988)             |
| Congo            | 1 (1972)                                     | 0                                | 0                                                  | 1 (1974)                   |
| Mali             | 0                                            | 1 (1972)                         | 2 (2012, 2013)                                     | 3 (1994, 2002, 2004)       |
| Burquina Fasso   | 0                                            | 1 (2013)                         | 1 (2017)                                           | 2 (1998, 2021)             |
| Uganda           | 0                                            | 1 (1978)                         | 0                                                  | 1 (1962)                   |
| Guiné            | 0                                            | 1 (1976)                         | 0                                                  | 0                          |
| Líbia            | 0                                            | 1 (1982)                         | 0                                                  | 0                          |
| Guiné Equatorial | 0                                            | 0                                | 0                                                  | 1 (2015)                   |

### Por federações
| Federação regional       | Campeões                                             | Títulos |
| ------------------------ | ---------------------------------------------------- | ------- |
| UNAF (Norte da África)   | Egito (7) Argélia (2) Marrocos (1) Tunísia (1)       | 11      |
| WAFU (África Ocidental)  | Gana (4) Nigéria (3) Costa do Marfim (3) Senegal (1) | 11      |
| UNIFFAC (África Central) | Camarões (5) RD Congo (2) Congo (1)                  | 8       |
| CECAFA (África Oriental) | Etiópia (1) Sudão (1)                                | 2       |
| COSAFA (Sul da África)   | África do Sul (1) Zâmbia (1)                         | 2       |

## Estatísticas e recordes

### Maiores goleadas
| Data                    | Cidade           | Mandante        | Placar | Visitante      |
| ----------------------- | ---------------- | --------------- | ------ | -------------- |
| 10 de fevereiro de 1970 | Cartum           | Costa do Marfim | 6–1    | Etiópia        |
| 28 de janeiro de 2012   | Franceville      | Botsuana        | 1–6    | Guiné          |
| 3 de fevereiro de 2008  | Sekondi-Takoradi | Costa do Marfim | 5–0    | Guiné          |
| 19 de novembro de 1965  | Túnis            | Senegal         | 5–1    | Etiópia        |
| 5 de julho de 1990      | Argel            | Argélia         | 5–1    | Nigéria        |
| 20 de janeiro de 1996   | Bloemfontein     | Zâmbia          | 5–1    | Burquina Fasso |

### Recordes de gols marcados e por partida
| Ano  | Partidas | Gols marcados | Gols por partida |
| ---- | -------- | ------------- | ---------------- |
| 1957 | 2        | 7             | 3,50             |
| 1959 | 3        | 8             | 2,67             |
| 1962 | 4        | 18            | 4,50             |
| 1963 | 8        | 33            | 4,13             |
| 1965 | 8        | 31            | 3,88             |
| 1968 | 16       | 52            | 3,25             |
| 1970 | 16       | 51            | 3,19             |
| 1972 | 16       | 53            | 3,31             |
| 1974 | 17       | 54            | 3,18             |
| 1976 | 18       | 54            | 3,00             |
| 1978 | 16       | 38            | 2,38             |
| 1980 | 16       | 33            | 2,06             |
| 1982 | 16       | 32            | 2,00             |
| 1984 | 16       | 39            | 2,44             |
| 1986 | 16       | 31            | 1,94             |
| 1988 | 16       | 23            | 1,44             |
| 1990 | 16       | 30            | 1,88             |
| 1992 | 20       | 34            | 1,70             |
| 1994 | 20       | 44            | 2,20             |
| 1996 | 29       | 78            | 2,69             |
| 1998 | 32       | 93            | 2,91             |
| 2000 | 32       | 73            | 2,28             |
| 2002 | 32       | 48            | 1,50             |
| 2004 | 32       | 88            | 2,75             |
| 2006 | 32       | 73            | 2,28             |
| 2008 | 32       | 99            | 3,09             |
| 2010 | 29       | 71            | 2,45             |
| 2012 | 32       | 76            | 2,38             |
| 2013 | 32       | 69            | 2,16             |
| 2015 | 32       | 68            | 2,13             |
| 2017 | 32       | 66            | 2,06             |
| 2019 | 52       | 102           | 1,96             |
| 2021 | 52       | 100           | 1,92             |
| 2023 | 52       | 119           | 2,29             |

### Primeiras aparições na fase final
| Ano   | País                                                   | Total |
| ----- | ------------------------------------------------------ | ----- |
| 1957  | Egito · Etiópia · Sudão                                | 3     |
| 1959  | Nenhum                                                 | 0     |
| 1962  | Tunísia Uganda                                         | 2     |
| 1963  | Gana Nigéria                                           | 2     |
| 1965  | Costa do Marfim República Democrática do Congo Senegal | 3     |
| 1968  | Argélia · Congo                                        | 2     |
| 1970  | Camarões Guiné                                         | 2     |
| 1972  | Mali Marrocos Quénia Togo                              | 4     |
| 1974  | Maurícia Zâmbia                                        | 2     |
| 1976  | Nenhum                                                 | 0     |
| 1978  | Burquina Fasso (como Alto Volta)                       | 1     |
| 1980  | Tanzânia                                               | 1     |
| 1982  | Líbia                                                  | 1     |
| 1984  | Malawi                                                 | 1     |
| 1986  | Moçambique                                             | 1     |
| 1988  | Nenhum                                                 | 0     |
| 1990  | Nenhum                                                 | 0     |
| 1992  | Nenhum                                                 | 0     |
| 1994  | Gabão Serra Leoa                                       | 2     |
| 1996  | África do Sul Angola Libéria                           | 3     |
| 1998  | Namíbia                                                | 1     |
| 2000  | Nenhum                                                 | 0     |
| 2002  | Nenhum                                                 | 0     |
| 2004  | Benim Ruanda Zimbabwe                                  | 3     |
| 2006  | Nenhum                                                 | 0     |
| 2008  | Nenhum                                                 | 0     |
| 2010  | Nenhum                                                 | 0     |
| 2012  | Botsuana Guiné Equatorial Níger                        | 3     |
| 2013  | Cabo Verde                                             | 1     |
| 2015  | Nenhum                                                 | 0     |
| 2017  | Guiné-Bissau                                           | 1     |
| 2019  | Burundi Madagascar Mauritânia                          | 3     |
| 2021  | Comores Gâmbia                                         | 2     |
| 2023  | Nenhum                                                 | 0     |
| Total |                                                        | 44    |

### Países ainda a se classificar à fase final
- Chade
- Djibouti
- Eritreia
- Essuatíni
- Lesoto
- República Centro-Africana
- São Tomé e Príncipe
- Seicheles
- Somália
- Sudão do Sul

## Reformas
Sob a presidência de Ahmad Ahmad, houve discussões sobre novas mudanças na Copa Africana de Nações. Em julho de 2017, duas alterações foram propostas:
- Mudar a competição de janeiro para o verão.
- Expansão de 16 para 24 equipes (a partir da edição de 2019).

Em 20 de julho de 2017, o Comitê Executivo da CAF aprovou as proposições em uma reunião em Rabat, Marrocos.

## Troféu

O troféu atual

Ao longo da história da Copa Africana de Nações, três troféus diferentes foram atribuídos aos vencedores da competição. O troféu original, feito de prata, foi o Troféu Abdelaziz Abdallah Salem, batizado em homenagem ao primeiro presidente da CAF, o egípcio Abdelaziz Abdallah Salem. Como o primeiro vencedor de três torneios da Copa Africana de Nações, Gana obteve o direito de manter permanentemente o troféu em 1978.
O segundo troféu foi premiado de 1980 a 2000 e recebeu o nome de Troféu da Unidade Africana ou Copa da Unidade Africana. Entregue à CAF pelo Supremo Conselho de Esportes da África antes do torneio de 1980, era uma peça cilíndrica com os anéis olímpicos sobre um mapa do continente gravado em seu corpo, tendo uma base quadrada e alças triangulares estilizadas. Camarões permaneceu com o troféu indefinidamente após se tornar tricampeão em 2000.
Em 2001, o terceiro troféu foi revelado, um copo banhado a ouro projetado e fabricado na Itália. Camarões, detentores permanentes do troféu anterior, foram a primeira nação a receber o novo troféu depois de terem vencido a edição de 2002. O Egito, por sua vez, permaneceu com a taça banhada a ouro de forma permanente ao conquistar o seu terceiro título em 2010. Ao contrário dos vencedores anteriores, que levaram o troféu para casa, o Egito recebeu uma réplica em tamanho real na qual puderam manter. Vencedores de primeira e segunda vez geralmente recebem uma réplica de tamanho menor para seus gabinetes de troféus.